# Eleonora Bianchi
Eleonora Bianchi (Milano, 19 agosto 1942) è un'attrice italiana.

## Filmografia parziale
- Un figlio d'oggi, regia di Marino Girolami (1961)
- L'ira di Achille, regia di Marino Girolami (1962)
- Ulisse contro Ercole, regia di Mario Caiano (1963)
- Maciste l'eroe più grande del mondo, regia di Michele Lupo (1963)
- Maciste nelle miniere di re Salomone, regia di Piero Regnoli (1964)
- Zorikan lo sterminatore, regia di Roberto Mauri (1964)
- Il tesoro della foresta pietrificata, regia di Emimmo Salvi (1965)
- Erik il vichingo, regia di Mario Caiano (1965)
- Agente X 1-7 operazione Oceano, regia di Amerigo Anton (1966)
- 100.000 dollari per Ringo, regia di Alberto De Martino (1966)
- Voltati... ti uccido!, regia di Alfonso Brescia (1967)

## Doppiatrici
- Maria Pia Di Meo in Un figlio d'oggi
- Vittoria Febbi in Voltati... ti uccido!